# كلوزية أرجوانية
كلوزية أرجوانية (الاسم العلمي:Clusia purpurea) هي نوع من النباتات تتبع جنس الكلوزية من فصيلة الكلوزية.